# Raung
O Raung (em indonésio: Gunung Raung), também chamado ou grafado Raoeng, Rawon, Ringgit ou Roung é um estratovulcão ativo situado na parte oriental da ilha indonésia de Java, com 3 332 metros de altitude e 3 069 m de proeminência topográfica. Pertence às regências de Bondowoso, Banyuwangi e Jember da província indonésia de Java Oriental.
É um dos vulcões mais ativos de Java. Encontra-se a pouco mais de 20 km a sudoeste do maciço de Ijen, 40 km a oeste da costa oriental de Java (estreito de Bali), 36 km a noroeste-oeste de Banyuwangi, 37 km a leste de Jember e 34 km a sudeste de Bondowoso (distâncias em linha reta). A sua caldeira tem cerca de dois quilómetros de diâmetro, 500 metros de profundidade e está rodeada por um bordo acinzentado, que contrasta com as encostas verdejantes devido à vegetação. É o vulcão mais alto do grupo de vulcões que integra, onde também se destacam o Suket (2 950 m) e o Gadung, situados junto às suas encostas nordeste e oeste, respetivamente. Apesar dos vales entre estes vulcões serem muito férteis devido ao solo enriquecido pelas cinzas vulcânicas, a quantidade de solo arável é muito limitada.
A erupção mais antiga de que há registo ocorreu em 1586. Entre esse ano e 1817, ocorreram mais cinco erupções que causaram vítimas mortais. Em junho de 2015, a sua última grande erupção tinha ocorrrido entre abril e agosto de 2015, tendo provocado o encerramento de vários aeroportos de Java e de Bali devido às emissões de cinza. As erupções são sempre de caráter explosivo, geralmente com índices de explosividade (IEV) 1 ou 2, mas que podem atingir 5, que ocorrem na caldeira, no cume do vulcão. Essas erupções traduzem-se geralmente pelo aparecimento de uma ou várias plumas vulcânicas que emitem cinzas, mas várias erupções mais potentes, ocorridas entre 1586 e 1838 foram do tipo tipo freatomagmática e provocaram a formação de lahars. A erupção de 1953, com IEV 3, também provocou lahars que causaram danos materiais.